# Marcel Roux
Marcel Roux fou un pintor i gravador francès, nascut a Bessenay l'11 de setembre de 1878 i que morí a Chartres el 19 de gener de 1922.

## Biografia
El pare de Marcel Roux era un artista còmic. I Marcel decidí seguir el seu pare en el seu recorregut a Sant-Pétersbourg, Bucarest i París. L'any 1895, Marcel Roux esdevé gerent a Monte-Carlo.
Comença a treballar la pintura a Niça sota l'autoritat del pintor René Leverd i obté un premi a l'escola de les belles arts de la ciutat. El seu professor és llavors l'artista espirutalista lionès Auguste Morisot. Aquest orienta el seu alumne cap a una concepció mística de la naturalesa i Marcel Roux freqüenta assíduament la biblioteca del Palau de les Arts a Marsella. El seu descobriment de l'obra gravat de Rembrandt, conservada al museu, determina la seva vocació de gravador.
Marcel Roux es rodeja llavors de gravadors lionesos Joseph Brunier, Johannès Drevet i Paul Borel per perfeccionar la tècnica. Borel esdevé el seu amic i igualment la seva guia espiritual. Li presta un taller al qual Marcel Roux fa les seves primeres experiències.
El 19 d'abril de 1902, es casa amb Antoinette Bouchard, amb qui tindrà un fill anomenat Marc.
Durant diversos anys, Roux executa treballs per guanyar-se la seva vida, sobretot com il·lustrador per al L'Assiette au Beurre. Fa el servei militar l'any 1912, a continuació va a la Primera Guerra Mundial de 1914 a 1918, on contreu una úlcera a l'estómac. Aquesta aflicció l'impedeix d'ara endavant de gravar aiguaforts i acaba internat per trastorns mentals. Aquests trastorns s'expressen plenament al seu art i es concentra llavors sobre temes mòrbids.
Després de la guerra, s'orienta cap el gravat sobre boscos i il·lustra moltes obres de les quals Ponce Pilate, El Càntic dels Càntics, Lazare le ressuscité i el Jardin des supplices de Louis Mercier, i els llibres de les Éditions de La Sirène. Treballa igualment per a moltes revistes. Se'n va a París per treballar, i a continuació a Chartres on treballar per a les vidrieres de la catedral.

## Estil
L'estil de Marcel Roux és marcat per la imatge i la simbòlica del diable. Exterioritzant a la vegada els desordres descendents de la industrialització i els corrents espiritistes lionesos, desenvolupa un art on el Mal és molt present. Aquesta presència sovint mòrbida és igualment una voluntat de convèncer els que veuen la imatge que, si el diable existeix, llavors Déu existeix igualment El seu mestre Paul Borel diguñe de la seva obra l'any 1905: «He comprovat que a la fase actual del vostre treball, el diable té una importància real, però si es vol fer trobar el bé de Déu bonic (i l'és), pintar el diable lleig (i l'és), és un bon mitjà. Hi ha una multitud de gent que, per comprendre el bé de Déu, no hi passarien per la por al diable».
A la seva obra, el mal és sovint representat per la dona, símbol de la temptació, tot i que al mateix temps, expressa igualment la idea de salvar la dona víctima dels gaudis humans
Influït pel romanticisme, el seu atractiu pel fantàstic i el macabre es barregen amb la denúncia de les desigualtats socials
Marcel Roux és pròxim a Max Klinger, Alfred Kubin o James Ensor, que tenen un transcurs similar. Louis Boulanger és igualment una de les seves fonts d'inspiració.

## Recepció de la crítica
Mathieu Varille, historiador lionès, va declarar 
| « | qu'il était mort trop tôt après avoir esquissé son œuvre diabolique et apocalyptique | » |

.
Colette Bidon, historiadora de l'art, va escriure escrit un text a la revista Les Nouvelles de l'Estampe l'any 1989, sobre la marginalitat freqüentada per malsons terribles on la mort ronda esperant un fals pas, una debilitat de l'ésser humà, com al Démon du Suicide de 1902.

## Obres
Gravats a l'aiguafort, pintures, dibuixos, obres il·lustrades.

Œuvres de Marcel Roux
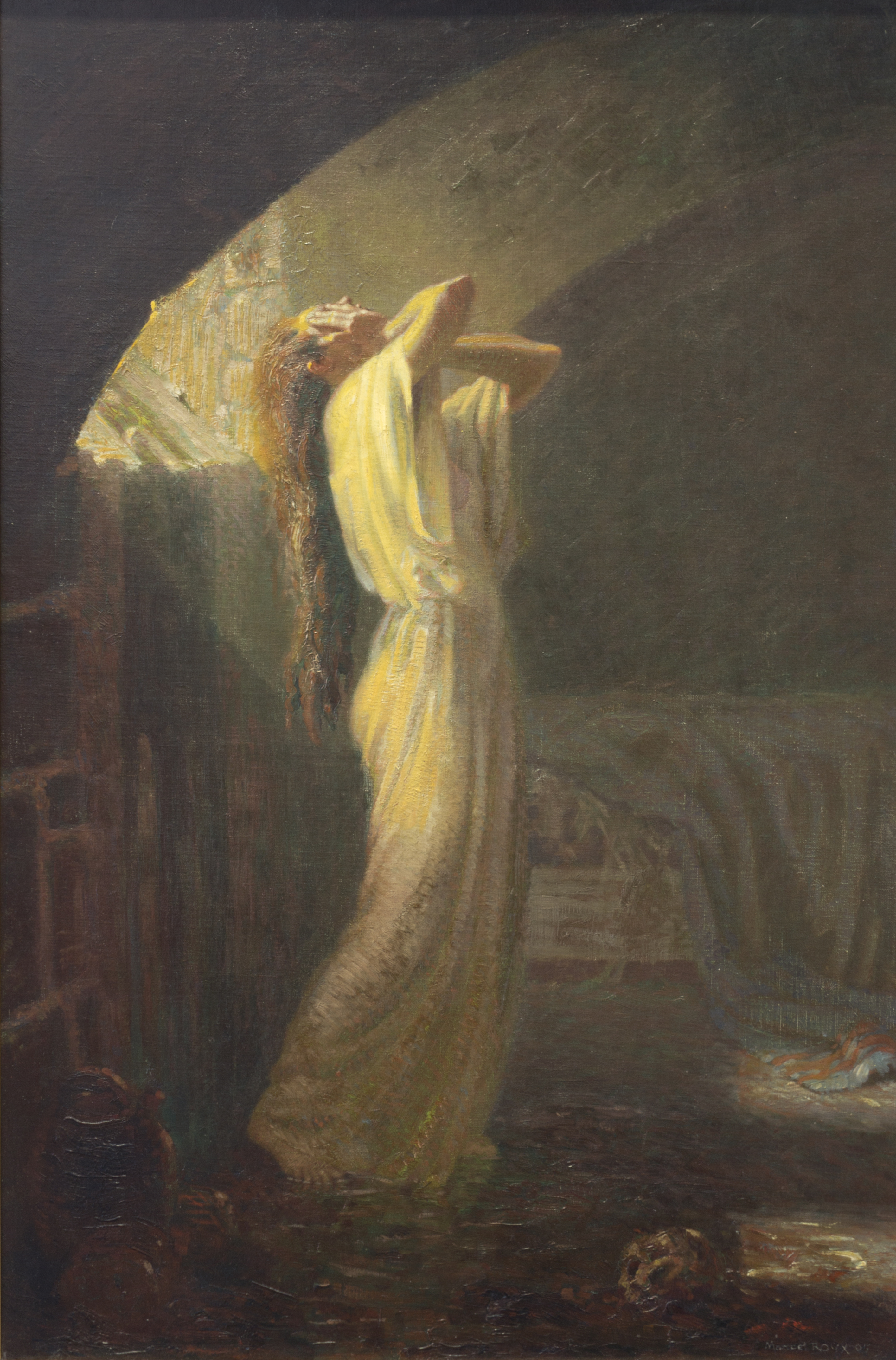
La Desesperació (1905), oli sobre tela, col·lecció particular.
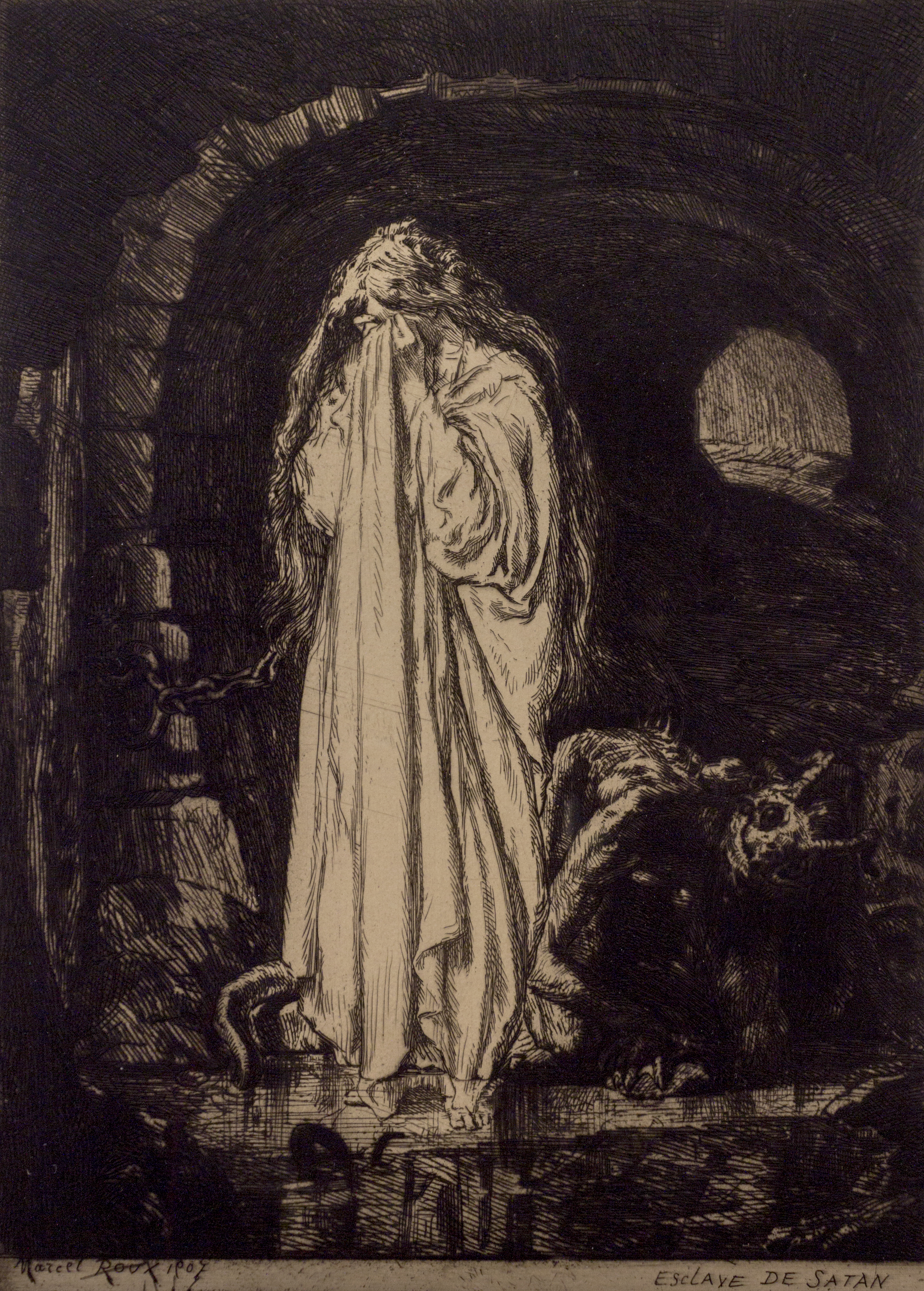
Esclau de Satanàs (1907), aiguafort, museu de les belles arts de Lió.
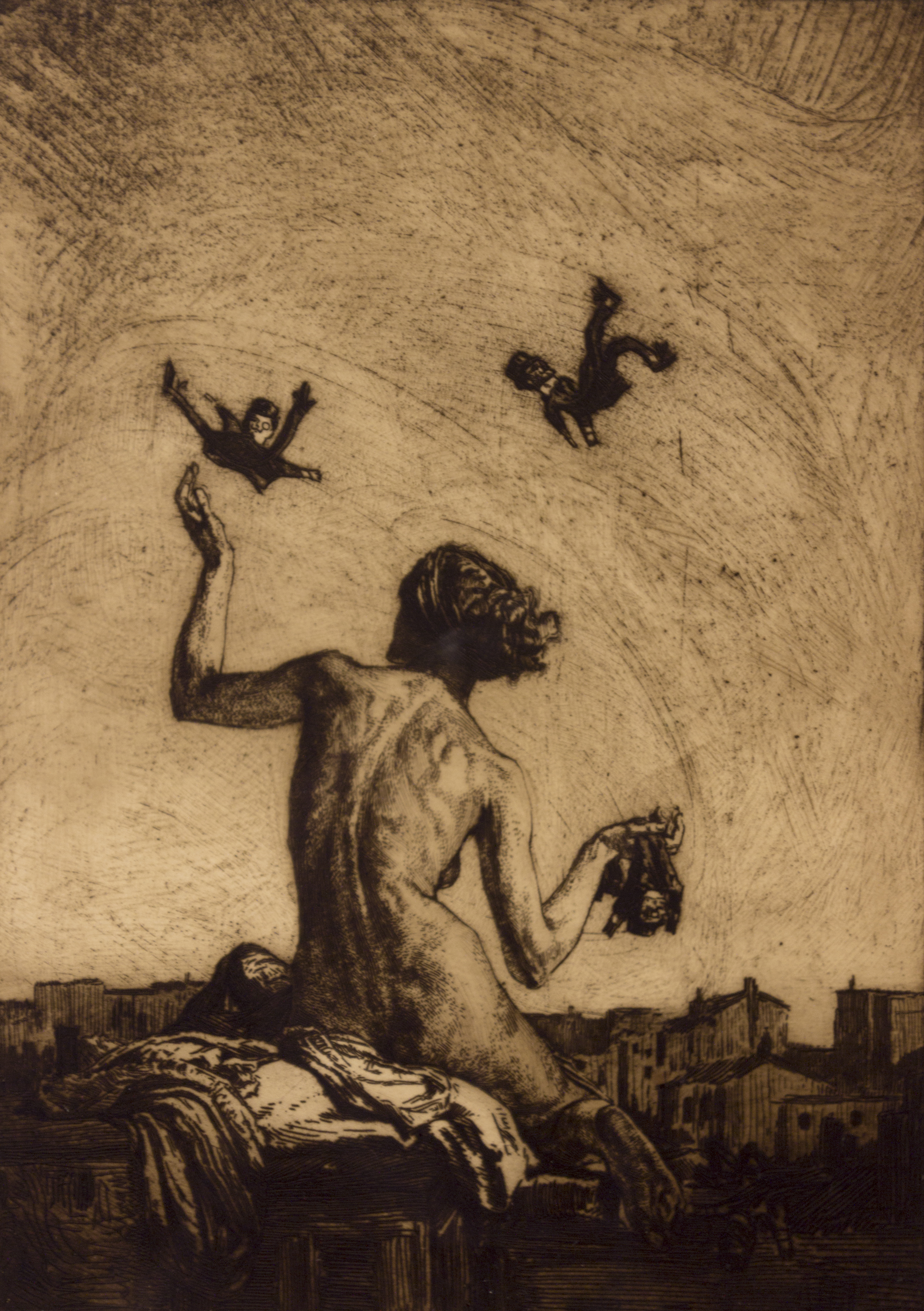
Els Ninots (1910), aiguafort, museu de les belles arts de Lió.
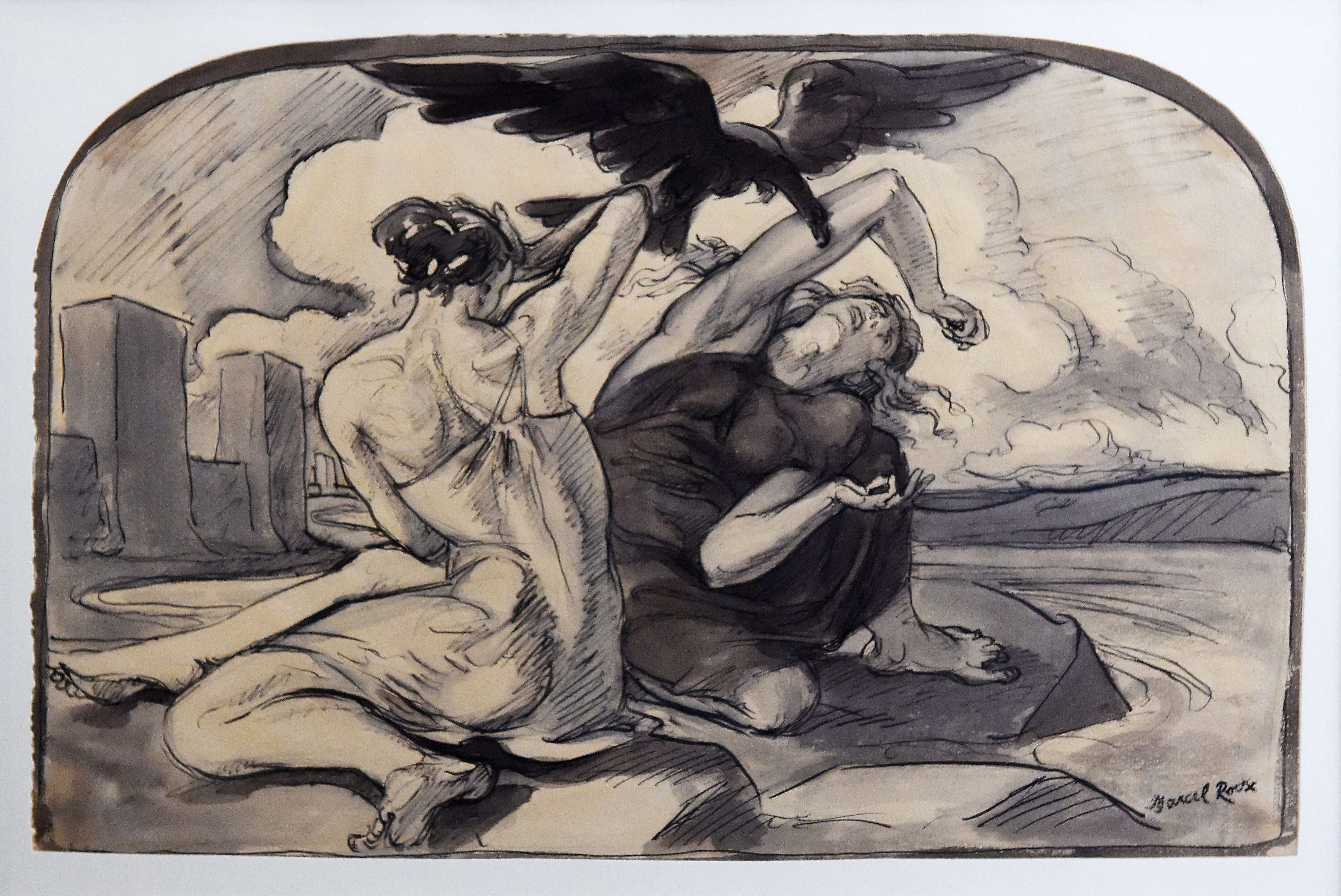
Sense títol (cap a 1916), dibuix, museu de les belles arts de Lió.
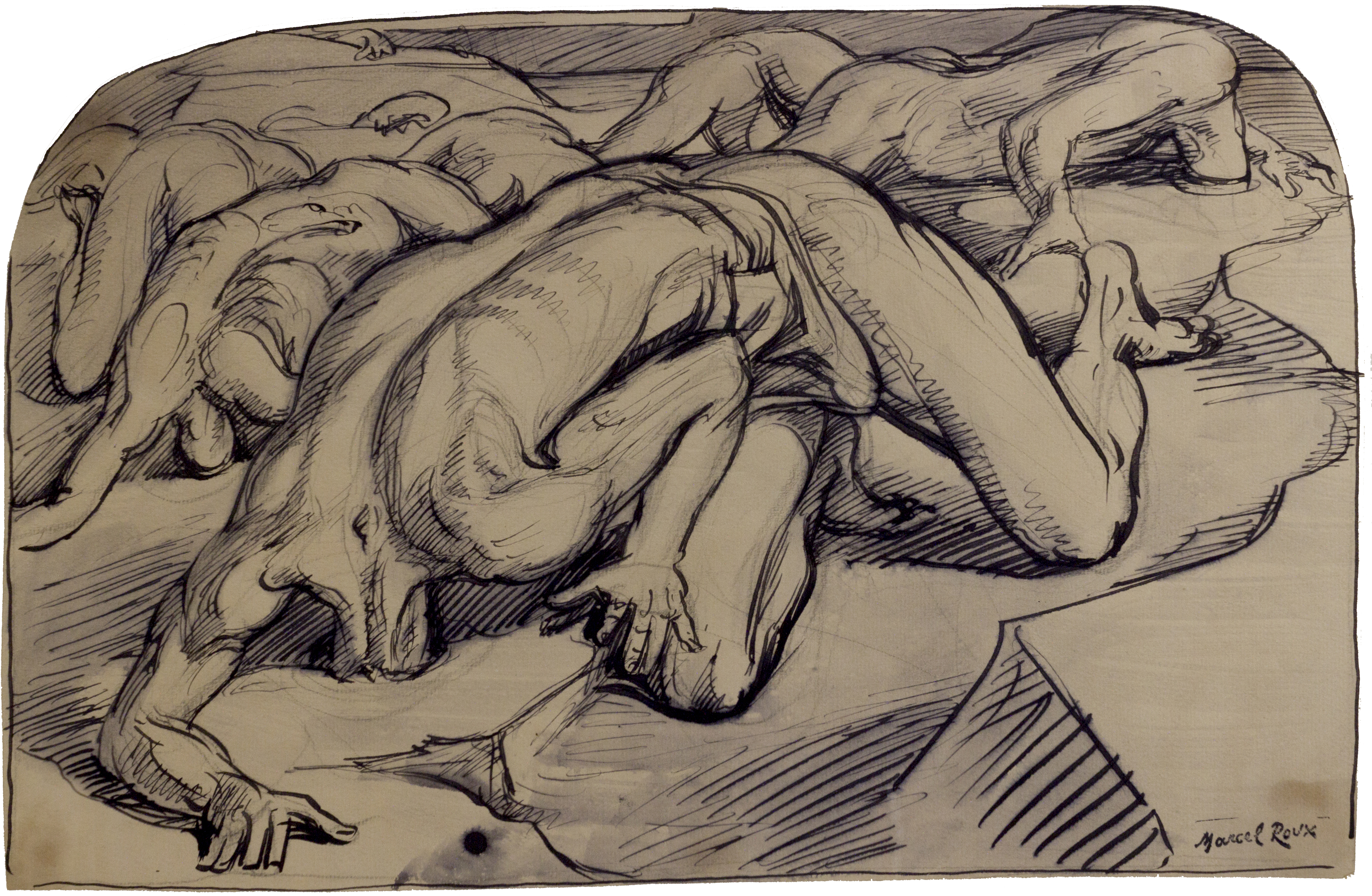
Sense títol, dibuix, museu de les belles arts de Lió.